# العلاقات السعودية البوتسوانية
العلاقات السعودية البوتسوانية هي العلاقات الثنائية التي تجمع بين السعودية وبوتسوانا.

## مقارنة بين البلدين
هذه مقارنة عامة ومرجعية للدولتين:
| وجه المقارنة                                              | السعودية        | بوتسوانا                       |
| --------------------------------------------------------- | --------------- | ------------------------------ |
| المساحة (كم2)                                             | 2.25 مليون      | 581.74 ألف                     |
| عدد السكان (نسمة)                                         | 33.00 مليون     | 2.29 مليون                     |
| الكثافة السكانية (ن./كم²)                                 | 14.67           | 3.94                           |
| العاصمة                                                   | الرياض، الدرعية | غابورون                        |
| اللغة الرسمية                                             | اللغة العربية   | لغة إنجليزية                   |
| العملة                                                    | ريال سعودي      | بولا بوتسواني                  |
| الناتج المحلي الإجمالي (بليون دولار)                      | 683.83 مليار    | 17.41 مليار                    |
| الناتج المحلي الإجمالي (تعادل القوة الشرائية) بليون دولار | 1.69 تريليون    | 35.84 مليار                    |
| الناتج المحلي الإجمالي الاسمي للفرد دولار أمريكي          | 20.48 ألف       | 6.36 ألف                       |
| الناتج المحلي الإجمالي للفرد دولار أمريكي                 | 52.01 ألف       | 16.10 ألف                      |
| مؤشر التنمية البشرية                                      | 0.837           | 0.698                          |
| رمز المكالمات الدولي                                      | +966            | +267                           |
| رمز الإنترنت                                              | .sa             | .bw                            |
| المنطقة الزمنية                                           | ت ع م+03:00     | ت ع م+02:00، توقيت وسط إفريقيا |

## منظمات دولية مشتركة
يشترك البلدان في عضوية مجموعة من المنظمات الدولية، منها:
| علم المنظمة | اسم المنظمة                               | تاريخ انضمام السعودية | تاريخ انضمام بوتسوانا |
| ----------- | ----------------------------------------- | --------------------- | --------------------- |
|             | يونسكو                                    | 4 نوفمبر 1946         | 16 يناير 1980         |
|             | البنك الدولي للإنشاء والتعمير             | 26 أغسطس 1957         | 24 يوليو 1968         |
|             | منظمة حظر الأسلحة الكيميائية              | ?                     | ?                     |
|             | الأمم المتحدة                             | 24 أكتوبر 1945        | 17 أكتوبر 1966        |
|             | مؤسسة التمويل الدولية                     | 18 سبتمبر 1962        | 23 مارس 1979          |
|             | المركز الدولي لتسوية المنازعات الاستشارية | 7 يونيو 1980          | 14 فبراير 1970        |
|             | وكالة ضمان الاستثمار متعدد الأطراف        | 12 أبريل 1988         | 15 مايو 1990          |
|             | الاتحاد البريدي العالمي                   | ?                     | ?                     |
|             | مؤسسة التنمية الدولية                     | 30 ديسمبر 1960        | 24 يوليو 1968         |
|             | منظمة الشرطة الجنائية الدولية             | 13 يونيو 1956         | ?                     |
|             | منظمة التجارة العالمية                    | 11 نوفمبر 2005        | ?                     |
|             | البنك الإفريقي للتنمية                    | 4 أغسطس 1963          | ?                     |
|             | الاتحاد الدولي للاتصالات                  | 7 فبراير 1949         | 2 أبريل 1968          |

## وصلات خارجية
- موقع وزارة الخارجية السعودية
- موقع وزارة الخارجية البوتسوانية